# Championnat de Belgique de football de troisième division 1977-1978
Navigation
saison précédente saison suivante
Le Championnat de Belgique de football Division 3 1977-1978 est la 49e édition du championnat de troisième niveau national de football en Belgique. Il conserve le même format que la saison précédente, à savoir deux séries de 16 équipes, qui se rencontrent deux fois chacune pendant la saison. Les deux champions sont promus en Division 2, tandis que les deux derniers de chaque série sont relégués en Promotion.
La série "A" donne droit à une belle dose de suspense et d'incertitudes. C'est le club limbourgeois d'Hoeselt qui prend le meilleur envol en signant un "9 sur 10" lors des cinq premières rencontres. KV Turnhout qui descend de D2 et Overpelt-Fabriek (7) sont les premiers poursuivants. Mais lors des cinq journées suivantes, le leader marque sérieusement le pas et ne glane que deux unités. Turnhout (14) se hisse aux commandes avec une victoire de mieux que Rotselaar (14). Overpelt (12) est troisième devant Hoeselt et Herentals (11), mais celui-ci a joué une rencontre de moins.
Au terme de l'année civile, la situation reste presque qu'inchangée : Turnhout (24) devant Rotselaar (22) à la suite d'une défaite (1-0) à Tilleur. Vient ensuite Hoeselt (21) qui a profité du faux-pas d'Overpelt (20) qui a été défait (1-0) à Herentals. Les "Rouges et Blanc" n'ont toutefois que 16 unités car ils ont subi deux revers et concédé un partage.
Le second tour est marqué par le tassement d'Hoeselt qui ne participe plus à lutte pour le titre. Le cercle "Rouge et Jaune" connaît une solide passage à vide pendant lequel il ne prend qu'une seule unité en sept matchs. À l'inverse, le Racing Tirlemont, jusqu'alors discret, revient dans le groupe de tête.
Turnhout et Rotselaar dominent le classement avec Overpelt comme premier rival. Mais les pensionnaire du stade De Leukens perdent pied dans la dernière phase. Les "Rouges et Bleus" n'inscrivent que 3 points sur les 7 dernières parties. Tirlemont, Herentals et Wuustwezel font partie des solides formations de la série mais elles ont accumulé un retard qu'elles ne peuvent résorber sur le duo de tête.
Après un nul vierge contre son premier poursuivant, le K. FC Turnhout prend l'avantage et semble prêt à reprendre directement le chemin de la D2. À trois journées de la fin, le matricule 148 possède trois points d'avance sur Rotselaar qui laissé filer des unités à Geel (0-0), puis lors d'un revers inattendu à Looi (2-0).
Turnhout se fait surprendre à Dessel Sport (3-2), mais Rotselaar ne ramène qu'un point de Tirlemont (1-1). Lors de l'avant-dernière journée, les deux premiers s'imposent sur le même score (1-0), respectivement contre Wuustwezel et contre Bree. Avec deux points d'avance, Turnhout n'a besoin que d'un dernier partage pour être sacré.
Les deux candidats au titre clôturent leur championnat en déplacement. Rotselaar fait le boulot à Dessel Sport (0-3) et les nouvelles venant du Kehrweg sont bonnes pour les Brabançons. Chez l'autre descendant de D2, modeste 9e classé, Turnhout a mordu la poussière (3-1). Les deux premiers terminent à égalité de points et de victoires, un test-match est nécessaire.
Turnhout et Rotselaar se retrouvent au stade du Racing de Malines pour la partie décisive. Les Anversois qui avaitn tout en mains quelques semaines plus tôt se retrouvent plongé dans la désolation. Dans un jour de grâce, Rotselaar s'impose nettement et devient le 20e club de la Province de Brabant à rejoindre l'antichambre de l'élite nationale.
En série "B", c'est Oudenaarde qui prend le meilleur départ (9 sur 10), suivi des promus d'Harelbeke (7) et de la Jong Lede (6). Au premier tiers de la compétition, les "Mauves d'Harelbeke ont pris la tête avec 16 unités, soit deux de mieux qu'Oudenaarde et trois sur Izegem. A noter qu'après un départ très moyen (1 victoire en 6 matchs), l'autre montant, Marchienne pointe au 4e rang avec 12 points.
Les positions restent serrées jusqu'an terme de l'année civile qu'Harelbeke clôture sur deux revers (0-1 contre Marchienne et 3-2 au Racing Jet). Avec 22 points, la Marchiennoise des Sports s'est hissée au 2e rang, à une longueur d'Harelbeke. Oudenaarde (21) et Izegem (20) sont aussi au contact.
A la reprise en janvier 1978, les résidents Forestierstadion reprenent leur match en avant. Au soir de la 20e journée, malgré une courte défaite à l'UR Namur (1-0), Harelbeke se félicite que de tous ses poursuivants directs, seul Marchienne a glané un point (2-2) contre Bas-Oha, la lanterne rouge. Les "Mauves" (28) devancent Oudenaarde (25) Marchienne (24) et Izegem (23). Viennent ensuite, la Jong Lede et Willebroek mais avec seulement 20 et 19 unités.
Lors des journées suivantes, Harelbeke maintient son avantage. Si les Flandriens occidentaux marquent le pas à Lede (3-1), ils alignent ensuite trois victoires décisives. Le titre (le deuxième de suite) est assuré au soir de la 27e journée et une victoire fleuve contre le Crossing de Schaerbeek (7-0). Avec trois rencontres encore au programme et son total de 39 points et 17 victoires, lLe K. RC Harelbeke ne peut plus être dépassé, ni par Oudenaarde (33 et 13 victoires), ni par Marchienne (33 et 12 victoires). Finalement Oudenaarde termine par trois partages. Cela permet à l'autre promu Marchienne, qui bat Harelbeke (1-0), de terminer vice-champion.
La lutte pour le maintien, dans la série A, concerne essentiellement cinq clubs: Looi Sport, Tilleur, Geel, Seraing et Wavre.
Les "Métallos" de Tilleur loupent leur envol (1 sur 14) et Wavre Sports (2) n'est pas au mieux, alors qu'à ce moment Seraing (9), Geel (8) et Looi (7) ont déjà pris leurs distances. Jusqu'au terme de l'année 1977, Looi (14) et Geel (13) restent plus réguliers alors que Tilleur (13) et Wavre (10) se refont une santé. Par contre le FC Sérésien (11) connaît une période catastrophique (3 sur 20) avec une série de 10 rencontres sans victoire.
Les "Tigres" sérésiens ne renouent avec le succès que lors de la 18e journée (0-1) à Tilleur. À ce moment les deux voisins liégeois ont 13 points et ne précèdent que Wavre (11). cette victoire du matricule 17 reste la seule avant la 28e journée ! Les Rouges et Noirs grapillent quelques unités en obtenant des partages mais le mal est fait car Looi s'éloigne le premier suivi de Tilleur et de Geel qui s'assurent un viatique qui s'avère suffisant. La "messe est dite" au terme de la journée no 29. Tilleur s'impose contre Dessel Sport (2-0) et Geel bat Eupen (3-0). Défait (1-0) au Witgoor Sport Dessel, Seraing est mathématiquement condamné, tout comme Wavre qui n'a jamais quitté la dernière place et dont le dernier sursaut (7 sur 8) est trop tardif.
La situation reste longtemps indécise dans la série B, tout du moins pour la désignation de la seconde place descendante. La lanterne rouge de cette poule est occupée en permanence par la R. JS Bas-Oha. Les "P'tits bleus" entament leur championnat par une série de 14 matchs sans victoire (8 sur 28). Un premier succès (3-1 contre Zele) est suivi de deux nuls puis d'une nouvelle victoire (1-2), dans le derby à Andenne. Mais la suite est catastrophique avec un bilan de 2 sur 24 et quelques solides corrections pour une différence de buts de 1-28 sur les six dernières rencontres.
Outre Bas-Oha, les autres menacés sont Andenne, Menin, Merchtem et Zele. À noter que l'Albert de Mons reste également longtemps au bord de la "zone rouge". Andenne et Merchtem se sont affrontés deux saisons plus tôt le Barrage des deuxièmes. Cedtte fois la situation est nettement moins amusante pour les deux clubs.
Les deux cercles ne sont pas immédiatement concernés. Menin et l'Eendracht Zele prennent un moins bon départ. Mais au fil des semaines les rôles s'inversent. Andenne est longtemps dans la position du "premier sauvé", mais de la 10e à la 21e journée, les "Oursons" ne gagnent plus. Ils inscrivent 7 unités au classement par autant de partages. Mons (21), Merchtem (20) et le duo Menin/Zele (18) en ont profité pour brûler la politesse aux Andennais (17).
Andenne pense avoir fait une bonne opération en battant Menin (3-1), mais les semaines suivantes sont très mauvaises. Le calendrier programme les Oursons contre des meneurs de la séries. Battus chez le leader KRC Harelbeke (3-1), les Mosans subissent la loi de Marchienne (1-3). Le coup fatal vient de deux revers en terre bruxelloise: au Crossing (2-1) et au Racing Jet (2-0). Cette défaite est celle de trop, bien qu'il ne reste deux journées et que Merchtem ne possède que 4 points d'avance. Les Brabançons flamands ont décroché 8 victoires pour 5 aux Andennais.
Andenne gagne pour l'honneur et avec la manière lors de la venue de Merchtem (7-0) avant d'aller gagner le derby à l'UR Namur (0-1). Au décompte final, le revers à domicile contre le modeste Bas-Oha pèse très lourd.

## Clubs participants
Les dénominations des clubs sont celles employées à l'époque. Les matricules renseignés en gras indiquent les clubs qui existent toujours aujourd'hui.

### Série A
| #  | Nom                                          | Mat. | Ville       | Stades          | En D3 depuis    | Total en D3 | Saison précéd.  |
| -- | -------------------------------------------- | ---- | ----------- | --------------- | --------------- | ----------- | --------------- |
| 1  | Koninklijke Football Club Turnhout           | 148  | Turnhout    | Stade Villapark | 1977-1978 (1re) | 11 saisons  | Division 2 15e  |
| 2  | Allgemeine Sportvereinigung Eupen            | 4276 | Eupen       | Kehrweg         | 1977-1978 (1er) | 4 saisons   | Division 2, 16e |
| 3  | Royal Football Club Sérésien                 | 17   | Seraing     | du Pairay       | 1975-1976 (3e)  | 23 saisons  | 3e Série B      |
| 4  | Royal Tilleur Football Club                  | 21   | Tilleur     | de Buraufosse   | 1976-1977 (2e)  | 3 saisons   | 13e Série B     |
| 5  | Royal Wavre Sport                            | 79   | Wavre       | ???             | 1976-1977 (2e)  | 6 saisons   | 11e Série B     |
| 6  | Koninklijke Racing Club Tienen               | 132  | Tirlemont   | Julien Bergé    | 1975-1976 (3e)  | 21 saisons  | 10e Série A     |
| 7  | Koninklijke Football Club Verbroedering Geel | 395  | Geel        | Leunen          | 1974-1975 (4e)  | 6 saisons   | 8e Série B      |
| 8  | Koninklijke Voetbal Vereniging Looi Sport    | 565  | Tessenderlo | ???             | 1972-1973 (6e)  | 11 saisons  | 5e Série B      |
| 9  | Koninklijke Football Club Dessel Sport       | 606  | Dessel      | Lorze           | 1970-1971 (8e)  | 8 saisons   | 4e Série B      |
| 10 | Witgoor Sport Dessel                         | 2065 | Dessel      | Jef Luyten      | 1968-1969 (10e) | 10 saisons  | 12e Série B     |
| 11 | Hoeselt Voetbal Vereniging                   | 2146 | Hoeselt     | Caetsbeek       | 1973-1974 (5e)  | 7 saisons   | 9e Série B      |
| 12 | Vrij en Vlug Overpelt-Fabriek                | 2554 | Overpelt    | De Leukens      | 1957-1958 (21e) | 21 saisons  | 7e Série B      |
| 13 | Sport Kring Bree                             | 2583 | Brée        | SK Bree         | 1975-1976 (3e)  | 3 saisons   | 10e Série B     |
| 14 | Voetbal Club Rotselaar                       | 6909 | Rotselaar   | ???             | 1974-1975 (4e)  | 4 saisons   | 5e Série A      |
| 15 | Koninklijke Football Club Herentals          | 97   | Herentals   | St-Janneke      | 1977-1978 (1re) | 24 saisons  | Prom. C 1re     |
| 16 | Koninklijke Wuustwezel Football Club         | 358  | Wuustwezel  | Hagelkruis      | 1977-1978 (1re) | 1 saison    | Prom. B 1re     |

#### Localisations - Série A
| \| Turnhout Herentals Wuustwezel Rotselaar Tirlemont Witgoor Dessel Sp. Geel Looi Overpelt Bree Hoeselt Wavre Tilleur Seraing Eupen \| Localisation des clubs engagés en Division 3A 1977-1978 |
| Turnhout Herentals Wuustwezel Rotselaar Tirlemont Witgoor Dessel Sp. Geel Looi Overpelt Bree Hoeselt Wavre Tilleur Seraing Eupen                                                               |

### Série B
| #  | Nom                                         | Mat. | Ville              | Stades             | En D3 depuis    | Total en D3 | Saison précéd. |
| -- | ------------------------------------------- | ---- | ------------------ | ------------------ | --------------- | ----------- | -------------- |
| 1  | Royal Albert Elisabeth Club de Mons         | 44   | Mons               | Tondreau           | 1976-1977 (2e)  | 43 saisons  | 12e Série A    |
| 2  | Royal Crossing Club de Schaerbeek           | 55   | Schaerbeek         | Parc Josaphat      | 1975-1976 (3e)  | 12 saisons  | 4e Série A     |
| 3  | Koninklijke Sport-Club Menen                | 56   | Menin              | ???                | 1968-1969 (10e) | 24 saisons  | 11e Série A    |
| 4  | Koninklijke Sport Vereniging Oudenaarde     | 81   | Audenarde          | Burg. Thienpont    | 1970-1971 (8e)  | 22 saisons  | 9e Série A     |
| 5  | Koninklijke Willebroekse Sport Vereniging   | 85   | Willebroek         | Henry Pickery      | 1974-1975 (4e)  | 34 saisons  | 7e Série A     |
| 6  | Union Royale Namur                          | 156  | Namur              | des Champs-Elysées | 1967-1968 (11e) | 33 saisons  | 2e Série B     |
| 7  | Koninklijke Sport Verniging Sottegem        | 225  | Zottegem           | Jules Matthys      | 1971-1972 (7e)  | 15 saisons  | 14e Série A    |
| 8  | Royal Cercle Sportif Andennais              | 307  | Andenne            | Julien Pappa       | 1974-1975 (4e)  | 14 saisons  | 6e Série B     |
| 9  | Koninklijke Football Club Izegem            | 935  | Izegem             | Gemeentelijk       | 1976-1977 (2e)  | 15 saisons  | 2e Série A     |
| 10 | Koninklijke Football Club Eendracht Zele    | 1046 | Zele               | ???                | 1973-1974 (5e)  | 5 saisons   | 8e Série A     |
| 11 | Royale Jeunesse Sportive Bas-Oha            | 1654 | Bas-Oha            | Louis Manne        | 1974-1975 (4e)  | 4 saisons   | 14e Série B    |
| 12 | Koninklijke Hoger-Op Merchtem               | 2242 | Merchtem           | Dooren             | 1975-1976 (3e)  | 3 saisons   | 3e Série A     |
| 13 | Voetbal Club Jong Lede                      | 3957 | Lede               | ???                | 1976-1977 (2e)  | 2 saisons   | 13e Série A    |
| 14 | Racing Jet Bruxelles                        | 4549 | Jette              | annexe Heysel      | 1972-1973 (6e)  | 12 saisons  | 6e Série A     |
| 15 | Royale Association Marchiennoise des Sports | 278  | Marchienne-au-Pont | Communal           | 1977-1978 (1re) | 20 saisons  | Prom. D 1re    |
| 16 | Koninklijke Racing Club Harelbeke           | 1615 | Harelbeke          | Forestier          | 1977-1978 (1re) | 5 saisons   | Prom. A 1re    |

#### Localisations - Série B
| \| Willebroek Izegem Harelbeke Menin Lede Zele Zottegem Audenarde Jette Crossing Merchtem Mons Marchienne Namur Bas-Oha Andenne \| Localisation des clubs engagés en Division 3B 1977-1978 |
| Willebroek Izegem Harelbeke Menin Lede Zele Zottegem Audenarde Jette Crossing Merchtem Mons Marchienne Namur Bas-Oha Andenne                                                               |

## Classements et Résultats
Légende
- Champion de Division 3 1978 et promu en Division 2 la saison suivante
- Club devant disputer un test-match pour l'attributon du titre de sa série
- Club relégué en Promotion pour la saison suivante

Abréviations
 : club promu de Promotion depuis la saison précédente

 : club relégué de Division 2 depuis la saison précédente

### Classement final - Série A
| Rang | Équipe                   | Pts | J  | G  | N  | P  | Bp | Bc | Diff |
| ---- | ------------------------ | --- | -- | -- | -- | -- | -- | -- | ---- |
| 1    | VC Rotselaar             | 39  | 30 | 14 | 11 | 5  | 45 | 23 | +22  |
| 2    | K. FC Turnhout           | 39  | 30 | 14 | 11 | 5  | 35 | 20 | +15  |
| 3    | K. RC Tienen             | 34  | 30 | 12 | 10 | 8  | 37 | 29 | +8   |
| 4    | K. FC Herentals          | 34  | 30 | 10 | 14 | 6  | 36 | 31 | +5   |
| 5    | V&V Overpelt-Fabriek     | 32  | 30 | 12 | 8  | 10 | 37 | 32 | +5   |
| 6    | K. Wuustwezel FC         | 32  | 30 | 9  | 14 | 7  | 37 | 30 | +7   |
| 7    | Hoeselt VV               | 31  | 30 | 12 | 7  | 11 | 39 | 42 | -3   |
| 8    | FC Witgoor Sport Dessel  | 31  | 30 | 9  | 13 | 8  | 41 | 38 | +3   |
| 9    | AS Eupen                 | 30  | 30 | 11 | 8  | 11 | 39 | 34 | +5   |
| 10   | SK Bree                  | 30  | 30 | 10 | 10 | 10 | 42 | 40 | +2   |
| 11   | K. VV Looi Sport         | 29  | 30 | 11 | 7  | 12 | 33 | 40 | -7   |
| 12   | K. FC Dessel Sport       | 25  | 30 | 8  | 9  | 13 | 34 | 46 | -12  |
| 13   | R. Tilleur FC            | 25  | 30 | 8  | 9  | 13 | 29 | 38 | -9   |
| 14   | K. FC Verbroedering Geel | 25  | 30 | 7  | 11 | 12 | 33 | 43 | -10  |
| 15   | R. FC Sérésien           | 24  | 30 | 6  | 12 | 12 | 30 | 36 | -6   |
| 16   | R. Wavre Sports          | 20  | 30 | 7  | 6  | 17 | 25 | 50 | -25  |

#### Résultats des rencontres - série A
| Résultats (▼dom., ►ext.)                                   | BRE | DES | EUP | HER | HOE | LOO | OVE | ROT | SER | TIE | TIL | TUR | GEE | WAV | WIT | WUU |
| SK Bree                                                    |     | 0-0 | 1-0 | 0-4 | 1-0 | 6-1 | 1-1 | 1-3 | 1-2 | 1-1 | 0-0 | 1-1 | 0-1 | 2-1 | 1-0 | 2-2 |
| K. FC Dessel Sport                                         | 1-0 |     | 2-0 | 2-2 | 1-1 | 0-1 | 0-1 | 0-3 | 1-1 | 1-1 | 2-2 | 3-2 | 3-1 | 1-2 | 2-2 | 0-1 |
| AS Eupen                                                   | 2-1 | 2-1 |     | 2-0 | 2-0 | 6-0 | 1-0 | 0-0 | 2-1 | 3-1 | 0-0 | 3-1 | 4-2 | 0-1 | 1-2 | 0-0 |
| K. FC Herentals                                            | 2-3 | 2-1 | 1-1 |     | 3-0 | 1-3 | 1-0 | 1-0 | 0-0 | 0-0 | 1-0 | 1-1 | 1-0 | 2-2 | 2-2 | 2-2 |
| Hoeselt VV                                                 | 1-5 | 2-4 | 0-2 | 2-0 |     | 0-0 | 1-1 | 2-0 | 3-2 | 1-3 | 0-1 | 2-1 | 1-0 | 2-1 | 1-1 | 1-0 |
| K. VV Looi Sport                                           | 0-0 | 0-2 | 0-0 | 2-3 | 1-2 |     | 1-0 | 2-0 | 2-0 | 2-3 | 0-0 | 0-1 | 2-1 | 3-1 | 0-1 | 2-1 |
| V&V Overpelt-Fabriek                                       | 0-0 | 4-1 | 1-0 | 1-1 | 0-4 | 0-3 |     | 3-0 | 1-0 | 1-0 | 2-1 | 1-1 | 3-0 | 4-0 | 1-1 | 2-1 |
| VC Rotselaar                                               | 1-0 | 2-0 | 1-0 | 0-0 | 3-2 | 2-0 | 2-0 |     | 1-1 | 0-0 | 2-1 | 0-0 | 3-0 | 3-1 | 2-0 | 0-0 |
| R. FC Sérésien                                             | 1-1 | 1-2 | 1-1 | 0-2 | 0-1 | 0-0 | 4-1 | 1-1 |     | 1-0 | 2-0 | 1-1 | 1-1 | 4-2 | 1-2 | 1-1 |
| R. RC Tienen                                               | 3-1 | 1-1 | 2-0 | 0-0 | 4-0 | 2-1 | 1-3 | 1-1 | 1-0 |     | 3-0 | 0-0 | 2-0 | 1-2 | 2-1 | 1-3 |
| R. Tilleur FC                                              | 3-1 | 2-0 | 3-1 | 0-1 | 0-6 | 1-1 | 2-2 | 1-0 | 0-1 | 3-0 |     | 1-2 | 1-1 | 2-1 | 1-2 | 2-0 |
| K. FC Turnhout                                             | 3-1 | 2-0 | 2-0 | 3-1 | 1-1 | 0-0 | 1-0 | 0-1 | 3-0 | 1-0 | 4-1 |     | 1-1 | 6-0 | 0-1 | 1-0 |
| K. FC Verbroedering Geel                                   | 1-2 | 0-1 | 3-0 | 2-2 | 1-1 | 0-1 | 2-1 | 2-2 | 1-1 | 1-1 | 1-0 | 1-1 |     | 3-0 | 2-0 | 2-2 |
| R. Wavre Sports                                            | 2-5 | 1-1 | 0-0 | 2-0 | 0-0 | 0-1 | 0-3 | 0-1 | 2-1 | 0-1 | 1-0 | 0-1 | 0-1 |     | 1-1 | 0-0 |
| Witgoor Sport Dessel                                       | 1-1 | 4-0 | 4-4 | 0-0 | 1-2 | 4-3 | 0-0 | 0-0 | 1-0 | 1-1 | 1-1 | 1-3 | 5-1 | 0-2 |     | 1-1 |
| K. Wuustwezel FC                                           | 2-3 | 3-1 | 3-2 | 0-0 | 3-0 | 3-1 | 2-0 | 1-1 | 1-1 | 0-1 | 0-0 | 1-1 | 1-1 | 1-0 | 2-1 |     |
| - Victoire à domicile - Match nul - Victoire à l'extérieur |     |     |     |     |     |     |     |     |     |     |     |     |     |     |     |     |

### Test-match pour désigner le champion de la Série A
Deux clubs terminent à égalité de points et du nombre de victoires. Conformément au règlement de l'époque, un test-match est organisé afin de les départager et désigner le champion.
| Dates                         | Domicile       | Déplacement  | Résultat 90 min | Résultat 120 min | Remarques                           |
| ----------------------------- | -------------- | ------------ | --------------- | ---------------- | ----------------------------------- |
| 23 avril 1978                 | K. FC Turnhout | VC Rotselaar | 0-3             |                  | Terrain neutre: Van Kesbeeckstadion |
| VC Rotselaar champion Série A |                |              |                 |                  |                                     |

### Classement final - Série B
| Rang | Équipe                           | Pts | J  | G  | N  | P  | Bp | Bc | Diff |
| ---- | -------------------------------- | --- | -- | -- | -- | -- | -- | -- | ---- |
| 1    | K. RC HARELBEKE                  | 43  | 30 | 19 | 5  | 6  | 80 | 24 | +56  |
| 2    | R. Ass. Marchiennoise des Sports | 37  | 30 | 13 | 11 | 6  | 43 | 27 | +16  |
| 3    | K. SV Oudenaarde                 | 36  | 30 | 13 | 10 | 7  | 46 | 33 | +13  |
| 4    | K. FC Izegem                     | 34  | 30 | 15 | 4  | 11 | 62 | 31 | +31  |
| 5    | VC Jong Lede                     | 33  | 30 | 11 | 11 | 8  | 36 | 31 | +5   |
| 6    | K. Willebroekse SV               | 32  | 30 | 9  | 14 | 7  | 44 | 33 | +11  |
| 7    | UR Namur                         | 31  | 30 | 10 | 11 | 9  | 36 | 47 | -11  |
| 8    | Racing Jet Bruxelles             | 30  | 30 | 11 | 8  | 11 | 31 | 34 | -3   |
| 9    | K. SV Sottegem                   | 29  | 30 | 11 | 7  | 12 | 30 | 42 | -12  |
| 10   | R. Crossing Cl. Schaerbeek       | 29  | 30 | 10 | 9  | 11 | 41 | 44 | -3   |
| 11   | K. FC Eendracht Zele             | 28  | 30 | 10 | 8  | 12 | 33 | 39 | -6   |
| 12   | R. AEC Mons                      | 27  | 30 | 8  | 11 | 11 | 35 | 42 | -7   |
| 13   | K. SC Menen                      | 26  | 30 | 7  | 12 | 11 | 32 | 45 | -13  |
| 14   | K. Hoger-Op Merchtem             | 25  | 30 | 8  | 9  | 13 | 34 | 60 | -26  |
| 15   | R. CS Andennais                  | 24  | 30 | 7  | 10 | 13 | 29 | 30 | -1   |
| 16   | R. JS Bas-Oha                    | 16  | 30 | 2  | 12 | 16 | 32 | 82 | -50  |

#### Résultats des rencontres - série B
| Résultats (▼dom., ►ext.)                                   | AND | B-O | CRO | HAR | IZE | LED | MAR | MEN | MER | MON | URN | OUD | RJB | WIL | ZEL | SOT |
| R. CS Andennais                                            |     | 1-2 | 0-1 | 0-0 | 2-0 | 1-0 | 1-3 | 3-1 | 7-0 | 0-0 | 5-0 | 0-0 | 0-0 | 0-0 | 1-1 | 1-0 |
| R. JS Bas-Oha                                              | 0-0 |     | 1-4 | 0-9 | 1-5 | 2-3 | 0-0 | 4-6 | 1-4 | 0-5 | 1-1 | 0-0 | 0-1 | 2-2 | 3-1 | 1-2 |
| R. Crossing Cl. Schaerbeek                                 | 2-1 | 2-2 |     | 0-1 | 3-0 | 0-1 | 0-0 | 5-3 | 1-1 | 1-1 | 3-1 | 2-2 | 1-3 | 1-1 | 1-0 | 4-1 |
| K. RC Harelbeke                                            | 3-1 | 7-0 | 7-0 |     | 2-0 | 3-2 | 0-1 | 4-0 | 0-1 | 5-1 | 5-1 | 2-0 | 4-0 | 6-2 | 1-0 | 3-1 |
| K. FC Izegem                                               | 1-1 | 7-0 | 4-1 | 0-1 |     | 1-1 | 0-1 | 2-0 | 7-1 | 1-0 | 3-0 | 2-1 | 1-2 | 2-2 | 3-0 | 5-0 |
| VC Jong Lede                                               | 2-2 | 1-1 | 2-1 | 3-1 | 2-1 |     | 1-1 | 0-4 | 3-0 | 3-1 | 0-0 | 0-3 | 2-0 | 1-1 | 2-1 | 0-1 |
| R. A. Marchiennoise des Sp.                                | 3-0 | 2-2 | 1-1 | 1-0 | 0-4 | 1-1 |     | 1-1 | 4-0 | 4-1 | 2-1 | 1-2 | 1-0 | 0-0 | 0-1 | 2-0 |
| K. SC Menen                                                | 1-0 | 1-1 | 0-0 | 1-4 | 2-0 | 0-2 | 0-0 |     | 1-0 | 2-1 | 1-1 | 0-0 | 0-3 | 0-0 | 0-1 | 0-0 |
| K. Hoger-Op Merchtem                                       | 2-1 | 3-2 | 2-2 | 1-1 | 0-4 | 0-2 | 2-1 | 1-1 |     | 0-0 | 2-2 | 5-1 | 1-0 | 1-3 | 1-2 | 0-1 |
| R. AEC Mons                                                | 2-0 | 3-1 | 1-0 | 1-1 | 1-3 | 1-0 | 2-2 | 2-2 | 1-2 |     | 0-2 | 1-0 | 1-1 | 1-1 | 1-0 | 0-0 |
| UR Namur                                                   | 0-1 | 1-1 | 2-0 | 1-0 | 0-0 | 1-1 | 1-0 | 1-0 | 1-1 | 2-2 |     | 2-1 | 2-1 | 4-2 | 3-1 | 4-1 |
| K. SV Oudenaarde                                           | 1-0 | 1-0 | 0-0 | 1-4 | 2-4 | 0-0 | 4-2 | 5-1 | 2-1 | 3-1 | 5-0 |     | 1-1 | 1-1 | 3-1 | 0-0 |
| Racing Jet Bruxelles                                       | 2-0 | 2-1 | 1-2 | 3-2 | 2-0 | 2-1 | 0-0 | 0-0 | 1-1 | 1-1 | 0-0 | 0-2 |     | 0-4 | 0-1 | 0-2 |
| K. Willebroekse SV                                         | 1-0 | 2-2 | 1-0 | 1-1 | 1-0 | 0-0 | 0-1 | 1-2 | 5-0 | 2-0 | 2-2 | 0-1 | 2-0 |     | 2-3 | 4-0 |
| K. FC Eendracht Zele                                       | 0-0 | 5-0 | 2-1 | 1-1 | 0-1 | 1-0 | 0-4 | 2-2 | 1-1 | 1-1 | 2-0 | 2-2 | 1-2 | 1-0 |     | 0-2 |
| K. SV Sottegem                                             | 2-0 | 1-1 | 2-1 | 0-2 | 2-1 | 0-0 | 2-4 | 1-0 | 2-0 | 1-2 | 4-0 | 0-2 | 0-3 | 1-1 | 1-1 |     |
| - Victoire à domicile - Match nul - Victoire à l'extérieur |     |     |     |     |     |     |     |     |     |     |     |     |     |     |     |     |

## Désignation du «Champion de Division 3»
Le titre de « Champion de Division 3 » est attribué après une confrontation entre les vainqueurs de chacune des deux séries.
| Dates                    | Domicile        | Déplacement  | Résultat 90 min | Résultat 120 min | Remarques      |
| ------------------------ | --------------- | ------------ | --------------- | ---------------- | -------------- |
| 29 avril 1978            | K. RC Harelbeke | VC Rotselaar | 2-0             |                  | Terrain neutre |
| K. RC Harelbeke champion |                 |              |                 |                  |                |

Précisons que ce match n'a qu'une valeur honorifique et n'influe pas sur la montée. Les deux champions de série sont promus.

## Barrages des deuxièmes
Un test-match est organisé entre le deuxième classé des deux séries pour désigner un repêché éventuel.
| Date          | Domicile       | Déplacement                      | Résultat 90 min | Résultat 120 min | Remarques                  |
| ------------- | -------------- | -------------------------------- | --------------- | ---------------- | -------------------------- |
| 30 avril 1978 | K. FC Turnhout | R. Ass. Marchiennoise des Sports | 2-4             |                  | Terrain neutre: Stayenveld |

Aucune place ne se libère, la R. Association Marchiennoise des Sports n'est pas promue.

## Barrage des quinzièmes
Un match de barrage est organisé entre les quinzièmes des deux séries pour désigner un repêché éventuel.
| Date          | Domicile       | Déplacement     | Résultat 90 min | Résultat 120 min | Remarques                       |
| ------------- | -------------- | --------------- | --------------- | ---------------- | ------------------------------- |
| 23 avril 1978 | R. FC Sérésien | R. CS Andennais | 1-2             |                  | Terrain du R Stade Waremmien FC |

Aucune circonstance particulière n'entraîne le repêchage d'une équipe, le R. CS Andennais est relégué comme prévu.

## Récapitulatif de la saison
- Champion Série A: VC Rotselaar (1er titre au 3e niveau)
- Champion Série B: K. RC Harelbeke (1er titre au 3e niveau)
- Dix-huitième titre au 3e niveau pour la Province de Brabant
- Dix-neuvième titre au 3e niveau pour la Province de Flandre occidentale

| Région flamande (18)            | Région flamande (18) | Province de Brabant (6)      | Province de Brabant (6) | Région wallonne (8)    | Région wallonne (8) |
| ------------------------------- | -------------------- | ---------------------------- | ----------------------- | ---------------------- | ------------------- |
| Province d'Anvers               | 7                    | Région de Bruxelles-Capitale | 2                       | Province de Hainaut    | 2                   |
| Province de Flandre-Occidentale | 3                    | Province du Brabant flamand  | 3                       | Province de Liège      | 4                   |
| Province de Flandre-Orientale   | 4                    | Province du Brabant wallon   | 1                       | Province de Luxembourg | 0                   |
| Province de Limbourg            | 4                    |                              |                         | Province de Namur      | 2                   |

1. ↑  Au niveau footballistique, la province de Brabant est toujours unitaire malgré sa partition territoriale en 1995.

### Admission et relégation
- L'Harelbeke et Rotselaar sont promus en Division 2 d'où sont relégués le Patro Eisden et le VG Ostende.
- Andenne, Bas-Oha, Seraing et Wavre Sports descendent en Promotion. Ils sont numériquement remplacés par Bilzen, Ferrières, La Forestoise et le SK Roulers.

### Bilan de la saison
| Championnat de Belgique de football de troisième division 1977-1978 |                 |
| Champion                                                            | K. RC Harelbeke |
| Dauphin                                                             | VC Rotselaar    |
| Promotions et relégations                                           |                 |
| Promus en Division 2                                                | K. RC Harelbeke |
| Promus en Division 2                                                | VC Rotselaar    |
| Relégués en Division 3                                              | Patro Eisden    |
| Relégués en Division 3                                              | K. VG Oostende  |

## Débuts en Division 3
Un club joue en Division 3 pour la première fois. Il porte à 237 le nombre de clubs différents à apparaître à ce niveau.
- K. Wuustwezel FC est le 49e club anversois à évoluer à ce niveau.